# Anton Keil (Dompropst)
Anton Keil (* 3. Juni 1854 in Salzburg; † 21. November 1926 ebenda) war Dompropst und Abgeordneter zum Österreichischen Abgeordnetenhaus.

## Leben
Anton Keil war Sohn des Flecksieders Florian Keil († 1886). Er besuchte von 1864 bis 1872 das fürsterzbischöfliche Knabenseminar Borromäum in Salzburg. Von 1872 bis 1876 machte er ein Priesterseminar und ging auf die Theologische Fakultät in Salzburg. Im Jahr 1876 hatte er seine Priesterweihe. Er wurde im gleichen Jahr 1876 Pfarrprovisor in Ellmau in Tirol und 1880 Präfekt und Katechet am Kapellhaus in Salzburg. Im Jahr 1881 wurde er Subregens im Knabenseminar Borromäum und 1882 Kaplan und Katechet bei den Ursulinen in Salzburg. Ab 1892 war er Pfarrer und Dechant in St. Georgen. Im Jahr 1900 wurde er Domherr, 1901 Dompfarrer und Stadtdechant, 1908 Rektor des Priesterseminars, 1919 Weihbischof, 1921 Generalvikar und letztendlich 1924 Dompropst in Salzburg. Im Jahr 1923 wurde ihm der Ehrentitel Dr. theol. h.c. verliehen. Am 21. November 1926 starb er im Alter von 72 Jahren an einer Herzkrankheit (Myodegeneralis cordis).
Von 1901 bis 1908 und von 1914 bis 1918 war er auch Obmann des Katholischen Schulvereins Salzburg. Er war auch Titularbischof im Titularbistum Dardanus, Ritter des Ordens der eisernen Krone III. Klasse und Ehrenbürger der Gemeinden St. Georgen, Morzg und Erl.

## Politische Funktionen
Anton Keil war vom 27. März 1897 bis zum 7. September 1900 Abgeordneter des Abgeordnetenhauses im Reichsrat (IX. Legislaturperiode) und war dort für die Kurie Landgemeinden 1 (Salzburg, Oberndorf, Mattsee, Neumarkt, Thalgau, St. Gilgen, Hallein, Golling, Abtenau, Werfen) zuständig.

## Klubmitgliedschaften
Anton Keil war Mitglied im Klub der Katholischen Volkspartei.